# 古川幸卯子
古川 幸卯子（こがわ ゆうこ、旧名：市村 幸卯子〈いちむら ゆうこ〉）は、日本の映像作家、イラストレーター、エッセイスト。

## 来歴・人物
神奈川県横浜市生まれ。ロンドン大学ゴールドスミス・カレッジ・ファインアート科卒業。ロンドン在住中に赤塚りえ子と共にアート活動を行っていた。イギリスでアニメーターとなり、帰国後は広告制作会社で映像ディレクター・イラストレーターとしてCM、ミュージック・ビデオなどの監督を手掛ける。東日本大震災発生直後の2011年3月14日から半年間、南ドイツ新聞電子版に絵日記「YUKOのトーキョー日記」を連載。ドイツで話題となり、カールセン出版社から書籍化された。

## 主な作品
CM・ミュージック・ビデオ
- JR東日本 ダイナミックレールパック (CV: 下条アトム、清水ミチコ)
- 中国資生堂 Aquair (出演: 長谷川潤)
- Toddla T 「manabadman feat. Serocee」(1965Records, UK)

赤塚りえ子と共同監督
- 椎名林檎 「平成風俗」迷彩
- Lil‘B 「キミに歌ったラブソング」

### 連載
- 「Yuko`s Tokio Diary」 - 南ドイツ新聞オンライン版[1]

### 著作
- 『3/11 - Tagebuch nach Fukushima』 （カールセン出版社、ドイツ）※YUKO ICHIMURA名義 - 東日本大震災当日から半年間の東京での私的生活を記録したマンガ絵日記[6]。邦題は『3／11-TOKYO INTERRUPTED-東京一時停止-』。

## 展覧会
- 「1,000,000力ten」 （ギャラリーくらや、香川県直島、2010年）
- 「Little Monster 展」 （Sunday Issue、東京、2010年）
- 「Beginning!Beginning！展」 （Sunday Issue、東京、2010年）
- 「The Square Root of Drawing」 （Temple Bar Gallery、Dublin、Ireland、2006年）
- 「Good Morning Disco」　（Foundry, Shoreditch, London、2003年）